# Littérature malaisienne
Ne doit pas être confondu avec littérature malaise.

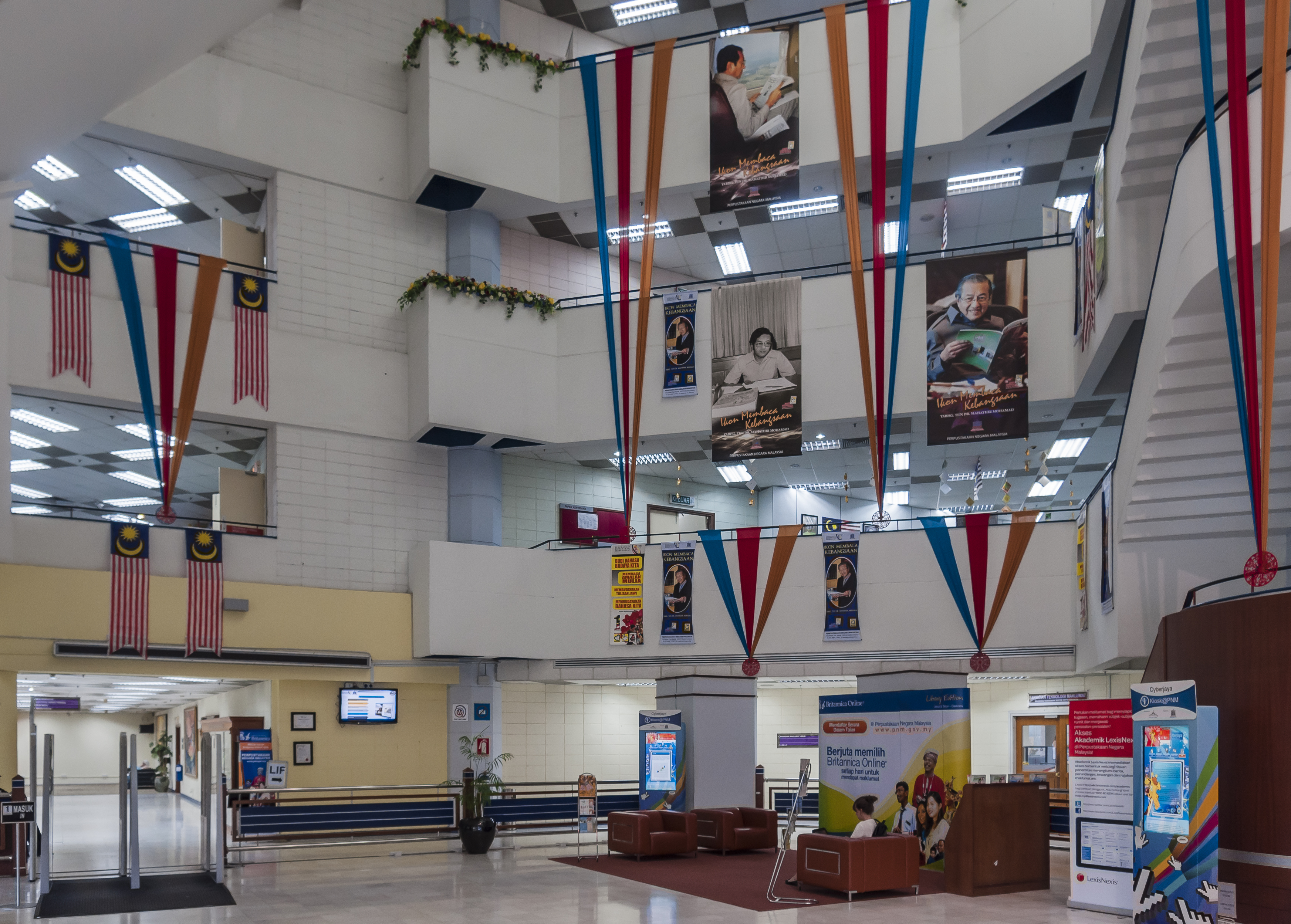
Intérieur de la Bibliothèque nationale de Malaisie (Perpustakaan Negara Malaysia) à Kuala Lumpur

La littérature dite malaisienne fait référence aux œuvres littéraires produites depuis la formation définitive de l'État malaisien en 1963, avec le rattachement à la péninsule Malaise des territoires britanniques de Bornéo (Sabah et Sarawak). Fruit de plusieurs cultures entremêlées, elle est majoritairement écrite dans l'une des quatre langues principales du pays : le malais — seule langue nationale depuis 1967 — de manière prédominante, l'anglais, le chinois et le tamoul. Elle dépeint les différentes facettes de la vie malaisienne et constitue un pan important de la culture populaire locale.

## Histoire
- Langues en Malaisie
- Langues de Malaisie
- (en) Terengganu Inscription Stone
- Littérature malaise (sur plusieurs pays)

En l'absence de formes d'écriture, les tout premiers travaux littéraires issus de la région furent d'abord transmis par voie orale. La littérature orale regroupe un ensemble de formes folkloriques privilégiées par l'ethnie malaise, à l'image des mythes, légendes, contes populaires, poésie, proverbes, épopées et autres romances. Si la tradition orale fut particulièrement florissante chez les Malais, elle se maintient aujourd'hui aussi chez les peuples aborigènes de la péninsule malaise - les Orang Asli - et de Bornéo.

### La littérature malaise classique
La littérature malaise classique comprend deux courants : un courant populaire et un courant plus élaboré qui s'est développé dans les cours des sultanats. Les genres littéraires sont variés. Parmi les genres en prose, on trouve le hikayat (épopée), le cerita (récit), le sejarah (histoire) ou silsilah (généalogie) et le undang-undang (recueil de coutumes). Parmi les genres poétiques les plus connus et qui ont engendré la plus grande production, on note le pantun (à ne pas confondre avec le pantoum, bien qu'il en soit l'ancêtre) et le syair.
Nombres d'œuvres de la littérature malaise classique relatent des évènements historiques ou imaginaires se rapportant à telle région de l'archipel ou de la péninsule. Ces œuvres dites historiques comprennent généralement deux parties. La première est mythique ou légendaire et cherche à asseoir la légitimité du souverain en lui attribuant des origines fabuleuses, le faisant descendre, par exemple, d'Alexandre le Grand, d'un roi à la naissance extraordinaire ou du prophète Adam. La deuxième partie est plus réaliste. Il en est ainsi des fameux textes de Sejarah Melayu (Les Annales Malaises) et Hikayat Hang Tuah (L'Épopée de Hang Tuah), mais aussi, entre autres, de Hikayat Raja-Raja Pasai (Histoire des rois de Pasai), Hikayat Merong Mahawangsa (sur l'histoire du Kedah) ou Misa Melayau (sur l'histoire du Perak).
La littérature malaise classique s'est aussi inspirée d'épopées indiennes, persanes ou javanaises desquelles furent tirées des transpositions qui forment aujourd'hui le socle de la tradition littéraire locale. Hikayat Sri Rama est ainsi l'adaptation de la fameuse épopée indienne du Ramayana. Hikayat Pandawa Lam (Histoire des cinq Pandava) et Hikayat Pandawa Jaya (Histoire des Pandava victorieux) dérivent du Mahabharata. Hikayat Kalilah dan Dimnah est la version malaise du Pañchatantra sanskrit. Parmi les transpositions d'œuvres persanes, on trouve Hikayat Muhammad Hanafiyyah ou encore Hikayat Bakhtiar ; parmi celles d'histoires en langue javanaise, on peut noter Cerita Panji, Hikayat Panji Semirang et Syair Panji Semirang, qui ont toutes pour héros le prince Panji. Beaucoup de ces œuvres ont un caractère religieux marqué et de nombreux hikayat ou syair ont pour thème les divers moments de la vie de Mahomet.
- Annales malaisiennes (1400-1600) (en)
- Liste d'hikayats (en)

### La tradition orale des peuples aborigènes
Les pratiques culturelles des peuples aborigènes de la péninsule, du Sarawak et du Sabah sont façonnées en grande partie par la tradition orale. Au Sarawak, des thèmes comme les relations entre individus d'une même tribu (et plus particulièrement avec les ancêtres et le monde des esprits) et leur influence sur la santé et la quête de nourriture, sont les thèmes majeurs de la littérature orale des ethnies aborigènes locales. Certains se retrouvent d'ailleurs d'une ethnie à l'autre, quoi qu'avec de légères variantes. Leur récitation accompagne souvent des rituels d'ordre mystique. Au Sabah, les traditions orales rassemblent là aussi divers contes populaires, notamment des mythes cosmogoniques, pour certains encore aujourd'hui récités par des médiums durant divers rituels chamaniques.

### La littérature malaise moderne
Le malaisien est une des formes du malais, appelée également Bahasa Melayu Baku ou « malais standard ». Il existe en effet en Malaisie plusieurs parlers régionaux appartenant au groupe malais. Le malaisien est enseigné dans toutes les écoles du pays et sert d'outil de communication interethnique (en concurrence avec l'anglais pour la classe moyenne et urbaine).
Il existe au total 138 langues autochtones ou d'immigration. L'une d'elles, le jedek a même été répertoriée en 2017 seulement. Dans les faits, le malaisien, l'anglais, le mandarin et le tamoul demeurent les langues les plus importantes.

### Littérature en anglais
Le site Lettres de Malaisie a publié une série Les romans malaisiens anglophones. Il fournit une information équilibrée, d'un point de vue occidental, de la vitalité des différentes littératures (visibles, accessibles en traduction) dans la Malaisie contemporaine : auteurs, traducteurs, éditeurs, et une sélection de textes traduits, le tout en français.
L'écrivain Faisal Tehrani (en) (7 août 1974), alias Mohd Faizal Musa, qui écrit en anglais et en malais, y dresse en 2018 un bilan contrasté  : Le problème de la littérature dans la Nouvelle Malaisie.
Parmi les écrivains malaisiens anglophones, quelques-uns ont obtenu des prix internationaux : Tash Aw, Tan Twan Eng, Preeta Samarasan, Shih-li Kow.
- Anglais malaisien
- anglais de Brunei (en)
- Singlish, anglais singapourien

### Littérature en chinois
De nombreux écrivains chinois de Malaisie ont émigré à Taiwan, dont Li Yongping, Ng Kim Chew, Zhang Guixing, Ho Sok Fong, Li Zishu.
- Mandarin malais (en)
- Cantonais malais (en)
- Hokkien sud-malais (en)

### Littérature en tamoul
- Tamoul malais (en)

### Littérature en ourdou
- Littérature ourdou (en)

## Œuvres
- (en) Chronicle of Malaysia (1957-2007)
- (en) Encyclopedia of Malaysia (1998-2007)
- (en) New Malaysian Essays

## Auteurs
- (en) Liste alphabétique d'écrivains malaisiens
- (en) Asas '50

### Poètes malais
- Ahmad Kamal Abdullah
- Wani Ardy
- Usman Awang
- Bernice Chauly
- Cheng Haw-Chien
- Dinsman (1949-)
- Ee Tiang Hong
- Hasmi Hashim
- Rahimidin Zahari
- Cecil Rajendra
- A. Samad Said
- Uthaya Sankar SB
- Azalia Suhaimi
- Faisal Tehrani
- Hilary Tham
- James Wong (politicien)
- Wong Phui Nam

### Liste d'écrivains malaisiens contemporains
- Keris Mas (1922-1992)
- Lloyd Fernando (1926-2008)
- Usman Awang (1929-2001)
- Noordin Hassan (1929-)
- Shahnon Ahmad (1933-2017)
- Abdul Samad Said (1935-)
- Syed Othman Kelantan (1939-2008)
- Amil Jaya (1939-2009)
- K.S. Maniam (1942-)
- Muhammad Haji Salleh (1942-)
- Shirley Lim Geok-lin (1944-)
- Li Yongping (1947-)
- Anwar Ridhwan (1949-)
- Lat (1951-)

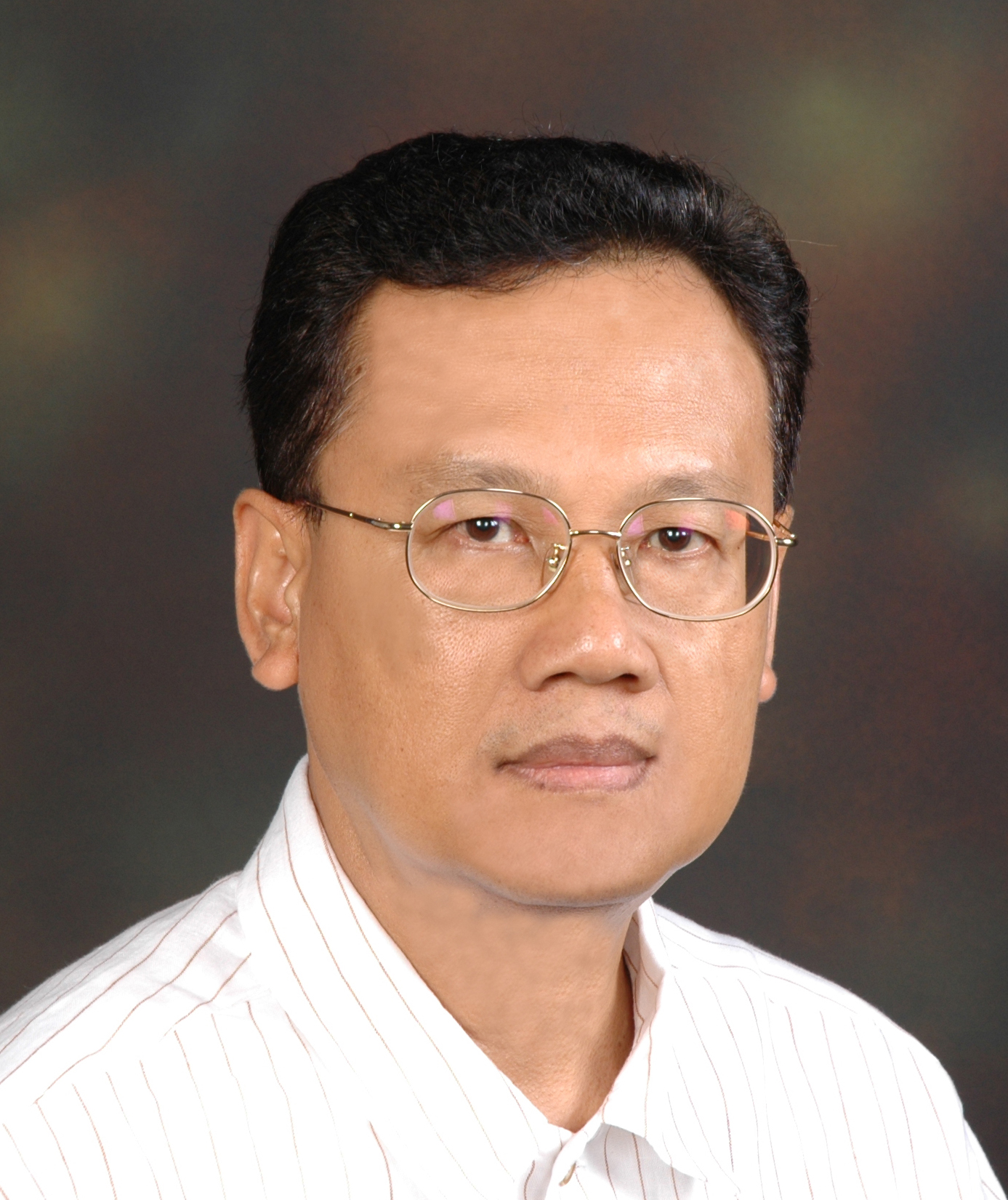
Anwar Ridwan.

- Zhang Guixing, Chang Kueu-hsing (en) (1956-), La Traversée des sangliers (2018)  (ISBN 978-2-80971573-6)
- Preeta Samarasan (en) (1970?)
- Tan Twan Eng (1972-)
- Tash Aw (1973-)

## Institutions
- Institut de la langue et de la littérature (Dewan Bahasa dan Pustaka, DBP)
- Institut malaisien du livre et de la traduction (ITBM)
- (en) Festival littéraire de George Town
- (en) Malaysian National Laureate
- (en) Great Malay Nusantara
- Prix des écrivains de l'Asie du Sud-Est (SEA, lauréats sur la version anglophone)
- Prix Littéraire Mastera (en)
- Le Prix du premier roman étranger 2018 est attribué à La Somme de nos folies (2014) de Shih-Li Kow (1968), écrit en anglais, et traduit et publié en français en 2018.

### Sources
- Lettres de Malaisie, site d'information sur la littérature en provenance de Malaisie.
- La littérature tamoule de Malaysia, par Joseph Selvam.
- Multiculturalisme, littérature et intégration en Malaisie, par Clara Boulianne-Lagacé.